# Christian Okun
Christian Okun ist ein deutscher Fußballfunktionär.

## Werdegang
Okun spielte Fußball in unterschiedlichen Vereinen, seine Laufbahn als Schiedsrichter begann 1994 beim Bahrenfelder SV (BSV 19). 2013 trat Okun das Amt des Vorsitzenden des Jugendausschusses des Hamburger Fußball-Verbands (HFV) an, zuvor war er Beisitzer in dem Gremium.
2017 wurde er HFV-Schatzmeister und in diesem Amt Nachfolger seines Vaters Volker Okun. Ebenfalls ab 2017 gehörte er dem Vorstand des Hamburger Sportbunds (HSB) als Vizepräsident an. Okun war 2021 ein Anwärter auf den Vorsitz des Hamburger Sportbunds, zog seine Bewerbung jedoch zurück.
Im September 2021 wurde Okun stellvertretender Präsident des Norddeutschen Fußball-Verbandes und im Oktober 2021 zum Vorsitzenden des Hamburger Fußball-Verbands gewählt. Mitte November 2021 wurde der beruflich im Geschäftsbereich Immobilien bei einer Bank beschäftigte Okun ebenfalls in den Vorstand des Deutschen Fußball-Bunds berufen.